# 人形劇トムテ
人形劇トムテ（にんぎょうげきとむて）は、大阪府で活動する人形劇団。

## 概要
1982年12月24日に創立。名称は「人形劇トムテ」または「トムテパペットショー」。劇団の名称は北欧に住む三角帽子をかぶった小人の妖精「トムテ」（トントゥ）が由来となっている。

### おもな活動内容
- 人形劇
- 紙芝居
- パネルシアター（ボード上を舞台に、フェルトなどで作られた人形を貼りつけたりして物語を紡ぐ）
- マジックエプロン（仕掛けのついたエプロンを身に着けて行うショー）
- 絵本の読み聞かせ（通信講座：メールによる通信指導）
- のぞきからくり
- 絵話（紙芝居に近いが、絵はあくまでも補助的な役割の語り聞かせ）
- 素話（絵本などを使わない語り聞かせ）